# Landmark Trust

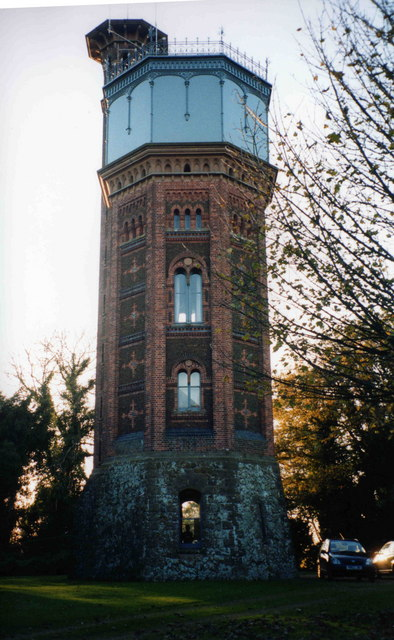
Der Appleton Wasserturm

Die britische Organisation Landmark Trust wurde 1965 von Sir John und Lady Smith gegründet und befasst sich mit der Erhaltung historisch oder architektonisch bedeutender Gebäude. Das Hauptquartier befindet sich in Shottesbrook in der Grafschaft Berkshire, England. Die meisten Gebäude der Landmark Trust befinden sich in England, Schottland und Wales, einige auch auf den Kanalinseln, in Frankreich, Italien und den USA.